# Juve Hasselt
Juve Hasselt is een voetbalclub uit het westen van Hasselt, die speelt onder stamnummer 5561 speelt. De clubkleuren zijn turkoois en rood.

## Geschiedenis
KSK Thor Hasselt (volledige naam: Koninklijke Spalbeek – Kermt Thor Hasselt) was een van de 2 voorgangers van Juve Hasselt. Stamnummer 5561 was in de voorbije jaren al verschillende samenwerkingen aangegaan. Men kwam uit de Hasseltse deelgemeente Kermt. Thor stond voor Ten Hove Op de Rooi, verwijzend naar de locatie Ten Hove gelegen in het zuidelijke deel van Kermt, te midden van het historische “De Rooi”. De club werd opgericht op 6 juni 2014 en was de voortzetting van Koninklijke Sporting Spalbeek. De clubkleuren waren groen en wit.
SK Herkenrode was het andere deel van de fusieclub. Men had als clubkleuren geel-rood. Ook Herkenrode is een fusieclub, ontstaan uit Sparta Kuringen en Victoria Stokrooie. De S in de nieuwe naam staat voor Stokrooie en de K voor Kuringen. Herkenrode speelde onder stamnummer 3244. De club kampte met verouderde accommodatie.
In 2020 fuseerde stamnummer 5561 opnieuw, men speelde sinds 2020 verder onder de naam Juve Hasselt. Juve komt van Juventus wat in het Latijn jeugd betekent. De nieuwe club zette zich met haar 500 spelers in op de jeugd. De club heeft vier seniorenploegen: een in eerste provinciale (op de eerdere plek van Thor), een in vierde provinciale (op de eerdere plek van Herkenrode) en twee reserveploegen. De club wil voetbal voor iedereen én elk niveau aanbieden en een referentieclub worden op vlak van jeugd in Hasselt-West.

## Resultaten
| Seizoen                                                                         | Klasse | Klasse | Klasse | Klasse | Klasse | Klasse | Klasse | Klasse | Klasse | Reeks               | Punten | Opmerkingen                                              |
|                                                                                 | I      | I      | II     | III    | IV     | P.I    | P.II   | P.III  | P.IV   |                     |        |                                                          |
| ------------------------------------------------------------------------------- | ------ | ------ | ------ | ------ | ------ | ------ | ------ | ------ | ------ | ------------------- | ------ | -------------------------------------------------------- |
| Als Koninklijke Sporting Spalbeek                                               |        |        |        |        |        |        |        |        |        |                     |        |                                                          |
| 2004/05                                                                         |        |        |        |        |        |        |        | 6      |        | Derde Prov. Lim. C  | 44     |                                                          |
| 2005/06                                                                         |        |        |        |        |        |        |        | 8      |        | Derde Prov. Lim. D  | 43     |                                                          |
| 2006/07                                                                         |        |        |        |        |        |        |        | 14     |        | Derde Prov. Lim. A  | 33     |                                                          |
| 2007/08                                                                         |        |        |        |        |        |        |        |        | 3      | Vierde Prov. Lim. D | 62     |                                                          |
| 2008/09                                                                         |        |        |        |        |        |        |        | 11     |        | Derde Prov. Lim. C  | 36     |                                                          |
| 2009/10                                                                         |        |        |        |        |        |        |        | 13     |        | Derde Prov. Lim. A  | 26     |                                                          |
| 2010/11                                                                         |        |        |        |        |        |        |        | 9      |        | Derde Prov. Lim. C  | 37     |                                                          |
| 2011/12                                                                         |        |        |        |        |        |        |        | 4      |        | Derde Prov. Lim. C  | 55     |                                                          |
| 2012/13                                                                         |        |        |        |        |        |        |        | 4      |        | Derde Prov. Lim. C  | 47     |                                                          |
| 2013/14                                                                         |        |        |        |        |        |        |        | 2      |        | Derde Prov. Lim. C  | 54     |                                                          |
| Als KSK Thor Hasselt (Koninklijke Spalbeek – Kermt Ten Hove Op de Rooi Hasselt) |        |        |        |        |        |        |        |        |        |                     |        |                                                          |
| 2014/15                                                                         |        |        |        |        |        |        | 16     |        |        | Tweede Prov. Lim. B | 17     |                                                          |
| 2015/16                                                                         |        |        |        |        |        |        |        | 1      |        | Derde Prov. Lim. C  | 82     |                                                          |
|                                                                                 | 1A     | 1B     | 1Am    | 2Am    | 3Am    | P.I    | P.II   | P.III  | P.IV   |                     |        | Vanaf 2016-17 zijn er 3 nationale en 2 regionale niveaus |
| 2016/17                                                                         |        |        |        |        |        |        | 4      |        |        | Tweede Prov. Lim. B | 53     |                                                          |
| 2017/18                                                                         |        |        |        |        |        |        | 4      |        |        | Tweede Prov. Lim. B | 49     |                                                          |
| 2018/19                                                                         |        |        |        |        |        |        | 7      |        |        | Tweede Prov. Lim. B | 47     |                                                          |
| 2019/20                                                                         |        |        |        |        |        |        | 1      |        |        | Tweede Prov. Lim. B | 58     | Seizoen vroegtijdig stopgezet                            |
| Als Juve Hasselt                                                                |        |        |        |        |        |        |        |        |        |                     |        |                                                          |
| 2020/21                                                                         |        |        |        |        |        | -      |        |        |        | Eerste Prov. Lim.   | -      | Seizoen geschrapt wegens Covid-19                        |
| 2021/22                                                                         |        |        |        |        |        | 12     |        |        |        | Eerste Prov. Lim.   | 26     |                                                          |
| 2022/23                                                                         |        |        |        |        |        | 15     |        |        |        | Eerste Prov. Lim.   | 21     | Degradatie                                               |
| 2023/24                                                                         |        |        |        |        |        |        | 13     |        |        | Tweede Prov. Lim. A | 32     |                                                          |
| 2024/25                                                                         |        |        |        |        |        |        | 15     |        |        | Tweede prov. Lim. A | 27     |                                                          |